# جيت تو دوت كوم
جيت تو دوت كوم (بالإنجليزية: Jet2.com)‏ هي شركة طيران بريطانية منخفضة التكلفة تقدم رحلات مجدولة ورحلات مستأجرة من المملكة المتحدة. اعتبارًا من عام 2019، أصبحت ثالث أكبر شركة طيران مجدولة في المملكة المتحدة، بعد كل من إيزي جيت والخطوط الجوية البريطانية. يقع مقر الشركة الرئيسي في مطار ليدز برادفورد، مع قواعد أخرى في أليكانت-إلتشي، بلفاست-إنترناشيونال، إيست ميدلاندز، إدنبرة، غلاسكو، لندن-ستانستيد، مانشستر، نيوكاسل، برمنغهام، بريستول، بالما دي مايوركا وتينيريفي-الجنوب. تحمل الشركة رخصة تشغيلية من النوع A لهيئة الطيران المدني في المملكة المتحدة لنقل الركاب والبضائع والبريد على متن طائرة بها 20 مقعدًا أو أكثر. تقدم الشركة أيضًا خدمة استئجار من خلال علامتها التجارية Jet2charters.

## وصلات خارجية
- الموقع الرسمي